# جایزه لوریوس بهترین ورزشکار مرد سال
جایزه لوریوس بهترین ورزشکار مرد سال (به انگلیسی: Laureus World Sports Award for Sportsman of the Year) یک جایزه ورزشی است که هر سال به افتخار دستاوردهای انفرادی ورزشکاران مرد جهان به آنها اعطا می‌شود. این جایزه برای اولین بار در سال ۲۰۰۰ به عنوان یکی از هفت جایزه اصلی تشکیل دهنده جوایز لوریوس اعطا شد. این جوایز توسط بنیاد لوریوس، یک سازمان جهانی که در بیش از ۱۵۰ پروژه خیریه از ۵۰۰٬۰۰۰ جوان حمایت می‌کند، اهدا می‌شود.
اولین مراسم در ۲۵ مه ۲۰۰۰ در مونت‌کارلو برگزار شد و در آن نلسون ماندلا سخنرانی اصلی مراسم را انجام داد. از سال ۲۰۲۰، فهرست کوتاهی از شش نامزد دریافت‌کننده این جایزه توسط یک هیئت متشکل از «سردبیران، نویسندگان و افراد برجستهٔ خبرگزاری‌های ورزشی جهان» اعلام می‌شود. سپس این آکادمی در مراسم سالیانه جوایز که در نقاط مختلف جهان برگزار می‌شود، یک تندیس لوریوس به برنده اهدا می‌کند. این تندیس توسط شرکت کارتیه طراحی شده است. این جوایز بسیار معتبر تلقی می‌شوند و اغلب به عنوان معادل ورزشی «اسکار» از آنها یاد می‌شود.
اولین برنده این جایزه تایگر وودز، گلف‌باز آمریکایی بود که فصل ۱۹۹۹، مسابقات قهرمانی پی‌جی‌ای را با هشت برد به پایان رساند، موفقیتی که از سال ۱۹۷۴ به بعد به دست نیامده‌بود. او در ادامه تبدیل به برترین بازیکن دوره خود شد، سال بعد دومین جایزه لوریوس را دریافت کرد و بین سال‌های ۲۰۰۲ تا ۲۰۰۸ پنج نامزدی دیگر را کسب کرد. لانس آرمسترانگ، دوچرخه‌سوار آمریکایی، برنده جایزه لوریوس بهترین ورزشکار مرد سال ۲۰۰۳ بود. او سال قبل نامزد شده بود و نامزدی‌های دیگری را در سال‌های ۲۰۰۴، ۲۰۰۵ و ۲۰۰۶ کسب کرد. پس از اعتراف آرمسترانگ به دوپینگ در سال ۲۰۱۳، همه جوایز و نامزدی‌های لوریوس وی باطل شد. تنیسورها در فهرست برندگان با یازده جایزه سیطره دارند، در حالی که رانندگان فرمول یک با پنج بار و ورزشکاران دو و میدانی با چهار بار در رتبه‌های بعدی قرار گرفته‌اند. بدون در نظر گرفتن آرمسترانگ، جایزه لوریوس بهترین ورزشکار مرد سال از زمان تأسیس آن، تنها به ده نفر تعلق گرفته است. راجر فدرر و نواک جوکوویچ با ۵ جایزه رکورد دار هستند.

## فهرست برندگان و نامزدها
| * | نشان‌دهنده فردی است که جایزه یا نامزدی وی بعداً لغو شد. |

| سال  | تصویر                      | برنده(ها)       | ملیت                | ورزش        | نامزدها | منابع         |
| ---- | -------------------------- | --------------- | ------------------- | ----------- | --- | ------------- |
| ۲۰۰۰ | Tiger Woods in 1997        | تایگر وودز      | ایالات متحده آمریکا | گلف         | آندره آغاسی ( ایالات متحده آمریکا) – تنیس موریس گرین ( ایالات متحده آمریکا) – دو و میدانی | [ ۱۷ ] [ ۱۸ ] |
| ۲۰۰۱ | Tiger Woods in 2001        | تایگر وودز      | ایالات متحده آمریکا | گلف         | استیو ردگریو ( بریتانیا) – روئینگ میشائیل شوماخر ( آلمان) – فرمول یک · ایان تورپ ( استرالیا) – شنا پیتر وان دن هوخنباند ( هلند) – شنا                                                                            | [ ۱۹ ] [ ۲۰ ] |
| ۲۰۰۲ | Michael Schumacher in 1994 | میشائیل شوماخر  | آلمان               | فرمول یک    | لانس آرمسترانگ* ( ایالات متحده آمریکا) – دوچرخه‌سواری موریس گرین ( ایالات متحده آمریکا) – دو و میدانی · ایان تورپ ( استرالیا) – شنا تایگر وودز ( ایالات متحده آمریکا) – گلف                                       | [ ۲۱ ] [ ۲۲ ] |
| ۲۰۰۳ | Lance Armstrong in 2003    | لانس آرمسترانگ* | ایالات متحده آمریکا | دوچرخه‌سواری | اوله اینار بیورندالن ( نروژ) – دوگانه رونالدو ( برزیل) – فوتبال · میشائیل شوماخر ( آلمان) – فرمول یک تایگر وودز ( ایالات متحده آمریکا) – گلف                                                                     | [ ۲۳ ] [ ۲۴ ] |
| ۲۰۰۴ | Michael Schumacher in 2005 | میشائیل شوماخر  | آلمان               | فرمول یک    | لانس آرمسترانگ* ( ایالات متحده آمریکا) – دوچرخه‌سواری جاده راجر فدرر ( سوئیس) – تنیس · مایکل فلپس ( ایالات متحده آمریکا) – شنا والنتینو روسی ( ایتالیا) – موتو جی‌پی · جانی ویلکینسون ( بریتانیا) – راگبی ۱۵ نفره  | [ ۲۵ ] [ ۲۶ ] |
| ۲۰۰۵ | Roger Federer in 2004      | راجر فدرر       | سوئیس               | تنیس        | لانس آرمسترانگ* ( ایالات متحده آمریکا) – دوچرخه‌سواری جاده هشام الگروج ( مراکش) – دو و میدانی · مایکل فلپس ( ایالات متحده آمریکا) – شنا والنتینو روسی ( ایتالیا) – موتو جی‌پی · میشائیل شوماخر ( آلمان) – فرمول یک | [ ۲۷ ] [ ۲۸ ] |
| ۲۰۰۶ | Roger Federer in 2005      | راجر فدرر       | سوئیس               | تنیس        | فرناندو آلونسو ( اسپانیا) – فرمول یک لانس آرمسترانگ* ( ایالات متحده آمریکا) – دوچرخه‌سواری جاده · رونالدینیو ( برزیل) – فوتبال والنتینو روسی ( ایتالیا) – موتو جی‌پی · تایگر وودز ( ایالات متحده آمریکا) – گلف     | [ ۲۹ ] [ ۳۰ ] |
| ۲۰۰۷ | Roger Federer in 2006      | راجر فدرر       | سوئیس               | تنیس        | فرناندو آلونسو ( اسپانیا) – فرمول یک فابیو کاناوارو ( ایتالیا) – فوتبال · آسافا پاول ( جامائیکا) – دو و میدانی میشائیل شوماخر ( آلمان) – فرمول یک · تایگر وودز ( ایالات متحده آمریکا) – گلف                      | [ ۳۱ ] [ ۳۲ ] |
| ۲۰۰۸ | Roger Federer in 2007      | راجر فدرر       | سوئیس               | تنیس        | تایسون گی ( ایالات متحده آمریکا) – دو و میدانی کاکا ( برزیل) – فوتبال · مایکل فلپس ( ایالات متحده آمریکا) – شنا کیمی رایکونن ( فنلاند) – فرمول یک · تایگر وودز ( ایالات متحده آمریکا) – گلف                      | [ ۳۳ ] [ ۳۴ ] |
| ۲۰۰۹ | Usain Bolt in 2009         | یوسین بولت      | جامائیکا            | دو و میدانی | لوییس همیلتون ( بریتانیا) – فرمول یک رافائل نادال ( اسپانیا) – تنیس · مایکل فلپس ( ایالات متحده آمریکا) – شنا کریستیانو رونالدو ( پرتغال) – فوتبال · والنتینو روسی ( ایتالیا) – موتو جی‌پی                        | [ ۳۵ ] [ ۳۶ ] |
| ۲۰۱۰ | Usain Bolt in 2011         | یوسین بولت      | جامائیکا            | دو و میدانی | کننیسا بکله ( اتیوپی) – دو و میدانی آلبرتو کونتادور ( اسپانیا) – دوچرخه‌سواری · راجر فدرر ( سوئیس) – تنیس لیونل مسی ( آرژانتین) – فوتبال · والنتینو روسی ( ایتالیا) – موتو جی‌پی                                   | [ ۳۷ ] [ ۳۸ ] |
| ۲۰۱۱ | Rafael Nadal in 2011       | رافائل نادال    | اسپانیا             | تنیس        | کوبی برایانت ( ایالات متحده آمریکا) – بسکتبال آندرس اینیستا ( اسپانیا) – فوتبال · لیونل مسی ( آرژانتین) – فوتبال مانی پاکیائو ( فیلیپین) – بوکس · سباستین فتل ( آلمان) – فرمول یک                                | [ ۳۹ ] [ ۴۰ ] |
| ۲۰۱۲ | Novak Djokovic in 2012     | نواک جوکوویچ    | صربستان             | تنیس        | یوسین بولت ( جامائیکا) – دو و میدانی کدل ایونز ( استرالیا) – دوچرخه‌سواری · لیونل مسی ( آرژانتین) – فوتبال دیرک نویتسکی ( آلمان) – بسکتبال · سباستین فتل ( آلمان) – فرمول یک                                      | [ ۴۱ ] [ ۴۲ ] |
| ۲۰۱۳ | Usain Bolt in 2012         | یوسین بولت      | جامائیکا            | دو و میدانی | محمد فرح ( بریتانیا) – دو و میدانی لیونل مسی ( آرژانتین) – فوتبال · مایکل فلپس ( ایالات متحده آمریکا) – شنا سباستین فتل ( آلمان) – فرمول یک · بردلی ویگینز ( بریتانیا) – دوچرخه‌سواری                             | [ ۴۳ ] [ ۴۴ ] |
| ۲۰۱۴ | Sebastian Vettel in 2012   | سباستین فتل     | آلمان               | فرمول یک    | یوسین بولت ( جامائیکا) – دو و میدانی محمد فرح ( بریتانیا) – دو و میدانی · لبران جیمز ( ایالات متحده آمریکا) – بسکتبال رافائل نادال ( اسپانیا) – تنیس · کریستیانو رونالدو ( پرتغال) – فوتبال                      | [ ۴۵ ] [ ۴۶ ] |
| ۲۰۱۵ | Novak Djokovic in 2015     | نواک جوکوویچ    | صربستان             | تنیس        | لوییس همیلتون ( بریتانیا) – فرمول یک رنو لاویلنی ( فرانسه) – دو و میدانی · مارک مارکز ( اسپانیا) – موتو جی‌پی روری مک ایلروی ( ایرلند شمالی) – گلف · کریستیانو رونالدو ( پرتغال) – فوتبال                         | [ ۴۷ ] [ ۴۸ ] |
| ۲۰۱۶ | Novak Djokovic in 2016     | نواک جوکوویچ    | صربستان             | تنیس        | یوسین بولت ( جامائیکا) – دو و میدانی استفن کری ( ایالات متحده آمریکا) – بسکتبال · لوییس همیلتون ( بریتانیا) – فرمول یک لیونل مسی ( آرژانتین) – فوتبال · جردن اسپیث ( ایالات متحده آمریکا) – گلف                  | [ ۴۹ ] [ ۵۰ ] |
| ۲۰۱۷ | Usain Bolt in 2017         | یوسین بولت      | جامائیکا            | دو و میدانی | استفن کری ( ایالات متحده آمریکا) – بسکتبال محمد فرح ( بریتانیا) – دو و میدانی · لبران جیمز ( ایالات متحده آمریکا) – بسکتبال اندی ماری ( بریتانیا) – تنیس · کریستیانو رونالدو ( پرتغال) – فوتبال                  | [ ۵۱ ] [ ۵۲ ] |
| ۲۰۱۸ | Roger Federer in 2017      | راجر فدرر       | سوئیس               | تنیس        | محمد فرح ( بریتانیا) – دو و میدانی کریس فروم ( بریتانیا) – دوچرخه‌سواری · لوییس همیلتون ( بریتانیا) – فرمول یک رافائل نادال ( اسپانیا) – تنیس · کریستیانو رونالدو ( پرتغال) – فوتبال                              | [ ۵۳ ] [ ۵۴ ] |
| ۲۰۱۹ | Novak Djokovic in 2017     | نواک جوکوویچ    | صربستان             | تنیس        | لوییس همیلتون ( بریتانیا) – فرمول یک لبران جیمز ( ایالات متحده آمریکا) – بسکتبال · الیود کیپچوگه ( کنیا) – دو و میدانی کیلیان امباپه ( فرانسه) – فوتبال · لوکا مودریچ ( کرواسی) – فوتبال                         | [ ۵۵ ] [ ۵۶ ] |
| ۲۰۲۰ | Lewis Hamilton in 2018     | لوییس همیلتون   | بریتانیای کبیر      | فرمول یک    | الیود کیپچوگه ( کنیا) – دو و میدانی مارک مارکز ( اسپانیا) – موتو جی‌پی · رافائل نادال ( اسپانیا) – تنیس تایگر وودز ( ایالات متحده آمریکا) – گلف                                                                   | [ ۵۷ ]        |
| ۲۰۲۰ | Lionel Messi in 2018       | لیونل مسی       | آرژانتین            | فوتبال      | الیود کیپچوگه ( کنیا) – دو و میدانی مارک مارکز ( اسپانیا) – موتو جی‌پی · رافائل نادال ( اسپانیا) – تنیس تایگر وودز ( ایالات متحده آمریکا) – گلف                                                                   | [ ۵۷ ]        |
| ۲۰۲۱ | Rafael Nadal in 2021       | رافائل نادال    | اسپانیا             | تنیس        | جاشوا چپتگی ( اوگاندا) – دو و میدانی آرماند دوپلانتیس ( سوئد) – دو و میدانی · لوییس همیلتون ( بریتانیا) – فرمول یک لبران جیمز ( ایالات متحده آمریکا) – بسکتبال · روبرت لواندوفسکی ( لهستان) – فوتبال             | [ ۵۸ ]        |
| ۲۰۲۲ |                            | ماکس فرستاپن    | هلند                | فرمول یک    | تام بریدی ( ایالات متحده آمریکا) – فوتبال آمریکایی نواک جوکوویچ ( صربستان) – تنیس کائلب درسل ( ایالات متحده آمریکا) – شنا الیود کیپچوگه ( کنیا) – دو و میدانی روبرت لواندوفسکی ( لهستان) – فوتبال                | [ ۵۹ ]        |
| ۲۰۲۳ |                            | لیونل مسی       | آرژانتین            | فوتبال      | استفن کری ( ایالات متحده آمریکا) – بسکتبال آرماند دوپلانتیس ( سوئد) – دو و میدانی کیلیان امباپه ( فرانسه) – فوتبال رافائل نادال ( اسپانیا) – تنیس ماکس فرستاپن ( هلند) – فرمول یک                                | [ ۶۰ ] [ ۶۱ ] |
| ۲۰۲۴ | Novak Djokovic in 2023     | نواک جوکوویچ    | صربستان             | تنیس        | آرماند دوپلانتیس ( سوئد) – دو استقامت · ارلینگ هالند ( نروژ) – فوتبال · نوا لایلز ( ایالات متحده آمریکا) – دو استقامت · لیونل مسی ( آرژانتین) – فوتبال · ماکس فرستاپن ( هلند) – ورزش‌های موتوری                   | [ ۶۲ ] [ ۶۳ ] |

## آمار
تا نامزدهای سال ۲۰۲۴
|   | ورزشکار      | سال‌ها                       |
| - | ------------ | --------------------------- |
| ۵ | راجر فدرر    | ۲۰۰۵–۲۰۰۸، ۲۰۱۸             |
| ۵ | نواک جوکوویچ | ۲۰۱۲، ۲۰۱۵–۲۰۱۶، ۲۰۱۹، ۲۰۲۴ |
| ۴ | یوسین بولت   | ۲۰۰۹–۲۰۱۰، ۲۰۱۳، ۲۰۱۷       |
| ۲ | تایگر وودز   | ۲۰۰۰–۲۰۰۱                   |
| ۲ | مایکل شوماخر | ۲۰۰۲، ۲۰۰۴                  |
| ۲ | رافائل نادال | ۲۰۱۱، ۲۰۲۱                  |
| ۲ | لیونل مسی    | ۲۰۲۰، ۲۰۲۳                  |

|   | ورزشکار           | سال‌ها                                   |
| - | ----------------- | --------------------------------------- |
| ۸ | تایگر وودز        | ۲۰۰۰–۲۰۰۳، ۲۰۰۶–۲۰۰۸، ۲۰۲۰              |
| ۸ | لیونل مسی         | ۲۰۱۰–۲۰۱۳، ۲۰۱۶، ۲۰۲۰، ۲۰۲۳–۲۰۲۴        |
| ۷ | راجر فدرر         | ۲۰۰۴–۲۰۰۸، ۲۰۱۰، ۲۰۱۸                   |
| ۷ | یوسین بولت        | ۲۰۰۹–۲۰۱۰، ۲۰۱۲–۲۰۱۴، ۲۰۱۶–۲۰۱۷         |
| ۷ | لوییس همیلتون     | ۲۰۰۹، ۲۰۱۵–۲۰۱۶، ۲۰۱۸–۲۰۲۱              |
| ۷ | رافائل نادال      | ۲۰۰۹، ۲۰۱۱، ۲۰۱۴، ۲۰۱۸، ۲۰۲۰–۲۰۲۱، ۲۰۲۳ |
| ۶ | مایکل شوماخر      | ۲۰۰۱–۲۰۰۵، ۲۰۰۷                         |
| ۶ | نواک جوکوویچ      | ۲۰۱۲، ۲۰۱۵–۲۰۱۶، ۲۰۱۹، ۲۰۲۲، ۲۰۲۴       |
| ۵ | والنتینو روسی     | ۲۰۰۴–۲۰۰۶، ۲۰۰۹–۲۰۱۰                    |
| ۵ | مایکل فلپس        | ۲۰۰۴–۲۰۰۵، ۲۰۰۸–۲۰۰۹، ۲۰۱۳              |
| ۵ | کریستیانو رونالدو | ۲۰۰۹، ۲۰۱۴–۲۰۱۵، ۲۰۱۷–۲۰۱۸              |
| ۴ | سباستین فتل       | ۲۰۱۱–۲۰۱۴                               |
| ۴ | محمد فرح          | ۲۰۱۳–۲۰۱۴، ۲۰۱۷–۲۰۱۸                    |
| ۴ | لبرون جیمز        | ۲۰۱۴، ۲۰۱۷، ۲۰۱۹، ۲۰۲۱                  |
| ۳ | الیود کیپچوگه     | ۲۰۱۹–۲۰۲۰، ۲۰۲۲                         |
| ۳ | استفن کری         | ۲۰۱۶–۲۰۱۷، ۲۰۲۳                         |
| ۳ | ماکس فرستاپن      | ۲۰۲۲–۲۰۲۴                               |
| ۳ | آرماند دوپلانتیس  | ۲۰۲۱، ۲۰۲۳–۲۰۲۴                         |
| ۲ | موریس گرین        | ۲۰۰۰، ۲۰۰۲                              |
| ۲ | ایان تورپ         | ۲۰۰۱–۲۰۰۲                               |
| ۲ | فرناندو آلونسو    | ۲۰۰۶–۲۰۰۷                               |
| ۲ | مارک مارکز        | ۲۰۱۵، ۲۰۲۰                              |
| ۲ | روبرت لواندوفسکی  | ۲۰۲۱–۲۰۲۲                               |
| ۲ | کیلیان امباپه     | ۲۰۱۹، ۲۰۲۳                              |

| کشور                | برندگان | نامزدی‌ها |
| ------------------- | ------- | -------- |
| صربستان             | ۵       | ۶        |
| سوئیس               | ۵       | ۷        |
| جامائیکا            | ۴       | ۸        |
| آلمان               | ۳       | ۱۰       |
| ایالات متحده آمریکا | ۲       | ۲۹       |
| اسپانیا             | ۲       | ۱۳       |
| آرژانتین            | ۲       | ۸        |
| بریتانیا            | ۱       | ۱۵       |
| هلند                | ۱       | ۳        |
| ایتالیا             | ۰       | ۶        |
| پرتغال              | ۰       | ۵        |
| استرالیا            | ۰       | ۳        |
| برزیل               | ۰       | ۳        |
| کنیا                | ۰       | ۳        |
| فرانسه              | ۰       | ۳        |
| سوئد                | ۰       | ۳        |
| لهستان              | ۰       | ۲        |
| نروژ                | ۰       | ۲        |
| کرواسی              | ۰       | ۱        |
| اتیوپی              | ۰       | ۱        |
| فنلاند              | ۰       | ۱        |
| مراکش               | ۰       | ۱        |
| ایرلند شمالی        | ۰       | ۱        |
| فیلیپین             | ۰       | ۱        |
| اوگاندا             | ۰       | ۱        |

| ورزش                           | برندگان | نامزدی‌ها |
| ------------------------------ | ------- | -------- |
| تنیس                           | ۱۲      | ۲۲       |
| فرمول یک                       | ۵       | ۲۳       |
| دو و میدانی                    | ۴       | ۲۶       |
| فوتبال                         | ۲       | ۲۴       |
| گلف                            | ۲       | ۱۰       |
| ورزش شنا                       | ۰       | ۹        |
| بسکتبال                        | ۰       | ۸        |
| رقابت‌های جایزه بزرگ موتورسواری | ۰       | ۸        |
| دوچرخه‌سواری جاده               | ۰       | ۴        |
| فوتبال آمریکایی                | ۰       | ۱        |
| ورزش دوگانه                    | ۰       | ۱        |
| بوکس                           | ۰       | ۱        |
| روئینگ (ورزش)                  | ۰       | ۱        |
| راگبی ۱۵ نفره                  | ۰       | ۱        |